# Sagmatias
Sagmatias Cope, 1866 è un genere di cetacei che raggruppa quattro specie di delfini classificati tradizionalmente nel genere Lagenorhynchus. Le analisi del DNA mitocondriale hanno infatti indicato che alcune specie di delfini del genere Lagenorhynchus sono in realtà più strettamente imparentate con il genere Cephalorhynchus. Nel tentativo di risolvere questa situazione, è stato proposto di classificare nel genere Sagmatias le specie coinvolte. Una recente analisi cladistica della famiglia Delphinidae ha fornito ulteriori prove morfologiche a supporto della separazione genetica di Sagmatias da Lagenorhynchus. Le specie che sono state trasferite sono:
- Sagmatias australis (Peale, 1848), il lagenorinco australe;[3]
- Sagmatias cruciger (Quoy & Gaimard, 1824), il lagenorinco dalla croce;[4]
- Sagmatias obliquidens (Gill, 1865), il lagenorinco dai denti obliqui;[5][6]
- Sagmatias obscurus (J. E. Gray, 1828), il lagenorinco scuro.[7]

Tenendo conto di questa classificazione, i generi Sagmatias, Cephalorhynchus e Lissodelphis vanno a costituire la sottofamiglia dei Lissodelfinini (Lissodelphininae) in seno alla famiglia dei Delfinidi (Delphinidae).